# 조지 루이스 지 올리베이라 주니오르
조지 루이스 지 올리베이라 주니오르(포르투갈어: Jose Luiz de Oliveira Junior, 1970년 3월 28일 ~ )는 제제(포르투갈어: Gege)라는 이름으로 알려진 브라질의 전 축구 선수이며, 대전 시티즌에서 골키퍼 코치를 맡고 있다.

## 그 외
제제의 딸인 마리아나는 배구 선수로서 대전용산고등학교 배구부 소속 배구 선수로 활동한 바 있다.